# Mouhcine Cheaouri
Mouhcine Cheaouri (né le 15 janvier 1989 à Oujda) est un athlète marocain, spécialiste du saut à la perche.

## Palmarès
| Date | Compétition            | Lieu         | Résultat | Marque |
| ---- | ---------------------- | ------------ | -------- | ------ |
| 2008 | Championnats d'Afrique | Addis-Abeba  | 1er      | 4,80 m |
| 2011 | Championnats panarabes | Al-Aïn       | 2e       | 4,80 m |
| 2012 | Jeux panarabes         | Doha         | 1er      | 5,10 m |
| 2012 | Championnats d'Afrique | Porto-Novo   | 1er      | 5,10 m |
| 2013 | Championnats panarabes | Doha         | 1er      | 5,00 m |
| 2014 | Championnats d'Afrique | Marrakech    | 3e       | 5,00 m |
| 2015 | Championnats panarabes | Madinat 'Isa | 1er      | 5,00 m |

### Records
| Épreuve          | Performance | Lieu  | Date       |
| ---------------- | ----------- | ----- | ---------- |
| Saut à la perche | 5,30 m      | Rabat | 2 mai 2015 |